# Sportplakette des Landes Nordrhein-Westfalen
Die Sportplakette des Landes Nordrhein-Westfalen ist die höchste Auszeichnung des deutschen Bundeslandes Nordrhein-Westfalen für den Sport. Sie wurde 1959 von der Nordrhein-Westfälischen Landesregierung gestiftet.

## Zweck
Die Plakette dient zur Anerkennung hervorragender sportlicher und turnerischer Leistungen sowie besonderer Verdienste bei der mindestens zehnjährigen Wahrnehmung von Ehrenämtern in Sport- und Turnorganisationen. 

## Vergabekriterien
Die Sportplakette des Landes Nordrhein-Westfalen soll pro Jahr an höchstens 20 Personen verliehen werden. Für die Auszeichnung können Personen vom Landessportbund Nordrhein-Westfalen (LSB NRW) für seinen Bereich und von seinen Mitgliedsorganisationen für deren Bereiche vorgeschlagen werden. Die Bezirksregierungen können Personen vorschlagen, die keiner Mitgliedsorganisation des LSB NRW angehören.
Voraussetzung ist, dass der Vorgeschlagene seinen ständigen Wohnsitz in Nordrhein-Westfalen hat oder, bei Wohnsitz in einem anderen Bundesland, seine zu ehrenden Leistungen im Land Nordrhein-Westfalen vollbracht hat. Zudem soll er nach seinem allgemeinen Verhalten einer staatlichen Ehrung würdig sein.
Die Vorschläge sind bis zum 15. September jeden Jahres beim Ministerium für Familie, Kinder, Jugend, Kultur und Sport einzureichen. Anschließend berät ein vom Ministerium berufener dreiköpfiger Auswahlausschuss über die Vorschläge und legt diese dem Ministerpräsidenten mit einer Empfehlung, welche Vorgeschlagenen in erster Linie für die Verleihung der Sportplakette in Frage kommen, zur Entscheidung vor.

## Verleihung
Die Verleihung wird durch den Ministerpräsidenten des Landes Nordrhein-Westfalen oder vertretungsweise durch den Minister für Familie, Kinder, Jugend, Kultur und Sport vorgenommen, über die Verleihung wird eine Urkunde ausgestellt.

## Design
Die Sportplakette besteht aus einer kreisrunden silbernen Medaille mit 10,5 cm Durchmesser. Sie zeigt in der Mitte das Bild eines Stadions mit sechs Laufbahnen und zwei stilisierte Lorbeerzweige. Auf der Rückseite zeigt sie das Landeswappen mit der Umschrift „Für hervorragende Verdienste um den Sport. Die Landesregierung des Landes Nordrhein-Westfalen“.